# کتابخانه لئون دو گریف
کتابخانه لئون دو گریف، همچنین به عنوان کتابخانه پارک لا لادرا شناخته می‌شود، یک پارک کتابخانه‌ای در مدئین، کلمبیا است که از نظر معماری مشهور می‌باشد. این بنا به افتخار شاعر لئون دو گریف و توسط معمار جانکارلو مازانتی طراحی شده است.

## تاریخچه
کتابخانه لئون دو گریف در محلی قرار دارد که در آن صومعه اواخر قرن نوزدهم به زندان لاادرا تبدیل شد که در یک نقطه بیش از هزار زندانی را در خود جای داده بود.